# Believe Acoustic
Believe Acoustic è il terzo album di remix del cantante canadese Justin Bieber, pubblicato il 29 gennaio 2013 dalla Island Records.

## Tracce
1. Boyfriend (Acoustic Version)
2. As Long As You Love Me (Acoustic Version)
3. Beauty and a Beat (Acoustic Version)
4. She Don't Like the Lights (Acoustic Version)
5. Take You (Acoustic Version)
6. Be Alright (Acoustic Version)
7. All Around the World (Acoustic Version)
8. Fall (Live Acoustic)
9. Yellow Raincoat
10. I Would
11. Nothing Like Us

## Classifiche

### Classifiche settimanali
| Classifica (2013) | Posizione massima |
| ----------------- | ----------------- |
| Australia         | 2                 |
| Austria           | 7                 |
| Belgio (Fiandre)  | 3                 |
| Belgio (Vallonia) | 4                 |
| Canada            | 1                 |
| Danimarca         | 3                 |
| Francia           | 7                 |
| Germania          | 36                |
| Irlanda           | 3                 |
| Italia            | 5                 |
| Norvegia          | 13                |
| Nuova Zelanda     | 2                 |
| Paesi Bassi       | 4                 |
| Polonia           | 9                 |
| Portogallo        | 2                 |
| Regno Unito       | 5                 |
| Spagna            | 1                 |
| Stati Uniti       | 1                 |
| Svezia            | 4                 |
| Svizzera          | 3                 |

### Classifiche di fine anno
| Classifica (2013) | Posizione |
| ----------------- | --------- |
| Belgio (Vallonia) | 134       |
| Stati Uniti       | 72        |
| Svezia            | 52        |